# Barry Van Dyke
Barry Van Dyke (Atlanta, Georgia; 31 de julio de 1951) es un actor estadounidense.
Es hijo del actor Dick Van Dyke y Margie Willett, y sobrino de Jerry Van Dyke. Tiene un hermano mayor, Christian, y dos hermanas menores, Stacy y Carrie Beth. Barry conoció a su esposa, Mary, cuando ambos tenían dieciséis años y él trabajaba en la taquilla del cine de su barrio. Siete años más tarde se casaron, y juntos tienen cuatro hijos: Carey (nacido el 25 de febrero de 1976), Shane (nacido el 8 de agosto de 1979), Wes (nacido el 22 de octubre de 1984) y Taryn (nacido el 1 de junio de 1986).
Es un motorista ávido, ha participado en protestas para preservar los derechos de los motoristas y el uso justo de terrenos públicos. Le gusta practicar surf y una vez rescató a una persona que estuvo a punto de ahogarse en Baja California. 
Su trabajo más conocido es Diagnóstico: Asesinato, serie de televisión de temática criminal basada en el popular drama policial de los años 1980 y protagonizada por su padre, como el doctor Mark Sloan, un médico que resuelve crímenes con la ayuda de su hijo, un detective de homicidios. Algunos episodios fueron escritos y dirigidos por Barry. Los familiares de los personajes eran interpretados con frecuencia por sus familiares de la vida real.

## Filmografía

### Actor
- Murder 101: New Age (2008) (TV) .... Mike Bryant, película TV basada en Diagnosis: Murder
- Murder 101: If Wishes Were Horses (2007) (TV) .... Mike Bryant, película TV basada en Diagnosis: Murder
- Murder 101: College Can Be Murder (2007) (TV) .... Mike Bryant, película TV basada en Diagnosis: Murder
- Light Years Away (2007) .... Coronel Burke
- Murder 101 (2006) (TV) .... Mike Bryant - Telefilm
- Without Warning (2002) (TV) .... Detective Steve Sloan
- A Town Without Pity (2002) (TV) .... Detective Steve Sloan
- Diagnóstico asesinato (1993-2001) .... Detective Steve Sloan
- A Twist of the Knife (1993) (TV) .... Detective Steve Sloan
- The House on Sycamore Street (1992) (TV) .... Detective Steve Sloan
- She-Wolf of London .... Alan Decker (1 episodio, 1991)
- Se ha escrito un crimen .... Buddy Black (episodio "How to Make a Killing Without Really Trying", 1990)
- Padres forzosos .... Eric Trent (episodio "No More Mr. Dumb Guy", 1990) .... Eric Trent
- The Van Dyke Show (1988) Serie de TV .... Matt Burgess (episodios desconocidos)
- Airwolf .... Sargento John Hawke (24 episodios, 1987)
- T. J. Hooker .... George Collins (1 episodio, 1986)
- The Redd Foxx Show .... Sargento Dwight Stryker (4 episodios, 1986)
- Vacaciones en el mar (3 episodios, 1980-1986)
- New Love, American Style (1 episodio, 1986)
- The Canterville Ghost (1985) (TV) .... John Otis
- The Dukes of Hazzard .... Brock Curtis (1 episodio, 1984)
- El equipo A .... Dr. Brian Lefcourt - Arqueólogo (2 episodios, 1984)
- Magnum P.I. .... Duke Davis (1 episodio, 1983)
- The Big Blow (1983) Episodio de TV .... Duke Davis
- Remington Steele .... Creighton Phillips (1 episodio, 1982)
- The Powers of Matthew Star .... Entrenador Curtis (2 episodios, 1982)
- Foxfire Light (1982) .... Linc Wilder
- Ghost of a Chance (1981) (TV) .... Wayne Clifford
- Casino (1980) (TV) .... Edge
- Galáctica .... Teniente Dillon (10 episodios, 1980, entre ellos "Conquest of the Earth")
- The MacKenzies of Paradise Cove .... Eric (1 episodio, 1979)
- The Harvey Korman Show .... Stuart Stafford (1 episodio, 1978)
- What's Up, Doc? (1978) Serie de TV .... Profesor Howard Bannister
- It Happened at Lakewood Manor (1977) (TV) .... Richard Cyril
- Tabitha .... Roger Bennett (2 episodios, 1977)
- La mujer maravilla .... Freddy (1 episodio, 1977)
- El hombre invisible .... Steward (1 episodio, 1976)
- Stalk the Wild Child (1976) (TV) .... Jugador de voleibol
- The New Dick Van Dyke Show .... Presentador / ... (6 episodios, 1971-1974)
- El show de Dyck Van Dyke .... Florian (1 episodio, 1962)

### Guionista
- Diagnóstico asesinato (6 episodios, 1997-2001)

### Director
- Diagnóstico asesinato (1 episodio, 2001)

### Él mismo
- Entertainment Tonight (2007)
- Inside TV Land: The Dick Van Dyke Show (2000)
- Celebrity Profile (2000)
- This Is Your Life (1987)